# Beedugondanahalli, Channagiri
Beedugondanahalli là một làng thuộc tehsil Channagiri, huyện Davanagere, bang Karnataka, Ấn Độ.